# Boys (歌曲)
《Boys》是一首路德·迪克森和韦斯·法瑞尔创作的歌曲，原版由The Shirelles演唱，并于1960年11月作为《Will You Love Me Tomorrow》的B面发行了单曲。这首歌被披头士乐队翻唱后收录于他们的首张专辑《Please Please Me》中。